# التسلسل الزمني لحرب مرتفعات قرة باغ 2020

للحصول على خريطة أكثر تفصيلاً راجع الخريطة التفصيلية للنزاع في ناغورنو كاراباخ.

هذا سرد للاشتباكات التي حدثت خلال حرب مرتفعات قرة باغ 2020، بشكل أساسي على البيانات الرسمية من المتحاربين. فتميزت الاشتباكات باستخدام الحرب المدرعة وحرب طائرات بدون طيار [الإنجليزية]، ولا سيما استخدام طائرات بيرقدار تي بي 2 التركية الصنع وطائرات هاروب بدون طيار الإسرائيلية؛ والمدفعية الثقيلة والهجمات الصاروخية وحرب الخنادق. كما تضمنت الحرب نشر القنابل العنقودية المحرمة من قبل غالبية المجتمع الدولي ولكن ليس من قبل أرمينيا أو أذربيجان: أكدت أطراف دولية محايدة أن أرمينيا ألقت قنابل عنقودية على مناطق مدنية خارج النزاع. بينما أكدت أطراف أخرى على وجود أدلة على استخدام أذربيجان تلك الأسلحة في المناطق المدنية في ناغورنو كاراباخ. تسببت سلسلة من الهجمات في سقوط عدد كبير من الضحايا المدنيين في كنجه بأذربيجان، بينما تم استهداف مساكن المدنيين والبنية التحتية في ستيباناكيرت عاصمة أرتساخ وأماكن أخرى مما أدى إلى وقوع إصابات وإلحاق أضرار جسيمة.
كما اتسم الصراع بحملات مكثفة على وسائل التواصل الاجتماعي - قيل أن بعضها «غير حقيقي» - ومعلومات مضللة واسعة النطاق، تفاقمت بسبب انخفاض عدد الصحفيين الذين تمكنوا من الوصول إلى الخطوط الأمامية. وقد وصفت هذه الظاهرة بأنها حرب معلومات متزامنة مع المعارك الجارية على الأرض. زعم موقع فيس بوك أنه أزال عددًا من حسابات وصفحات فيس بوك وانستغرام كانت متورطة في «سلوك منسق غير حقيقي».
كانت مساحة الأراضي المتنازع عليها محدودة نسبيًا، لكن الصراع امتد إلى ما وراء حدود ناغورني كاراباخ بسبب مستوى الصراع ونوع الذخائر المنتشرة والممتدة عبر الحدود الدولية. سقطت القذائف والصواريخ في محافظة أذربيجان الشرقية في إيران، ولكن لم يتسبب ذلك بأضرار، وأبلغت إيران عن سقوط وتحطم عدة طائرات بدون طيار داخل أراضيها، بينما ذكرت جورجيا أن طائرتين بدون طيار تحطمتا في منطقة كاخيتي.
بعد قصف خوجاوند (مارتوني) بدأت سلطات أرتساخ في تعبئة المدنيين. ثم أفادت روسيا أنه لأسباب إنسانية اتفقت كلًا من أرمينيا وأذربيجان على وقف إطلاق النار قبل الساعة 04:00 (00:00 بالتوقيت العالمي المنسق) في 10 أكتوبر بعد عشر ساعات من المحادثات في موسكو (بيان موسكو) وأعلنت أنهما سيدخلان في محادثات «جوهرية». ولكن استمر القتال: تم تجاهل محاولة ثانية لوقف إطلاق النار في منتصف ليل 17 أكتوبر، تلتها محاولة ثالثة فشلت في وقف إطلاق النار في 26 أكتوبر.
تم توقيع اتفاقية وقف إطلاق النار مابين حكومات أذربيجان وأرمينيا وروسيا في 9 نوفمبر 2020، مما أدى إلى إنهاء الصراع.

## سبتمبر

### 27 سبتمبر

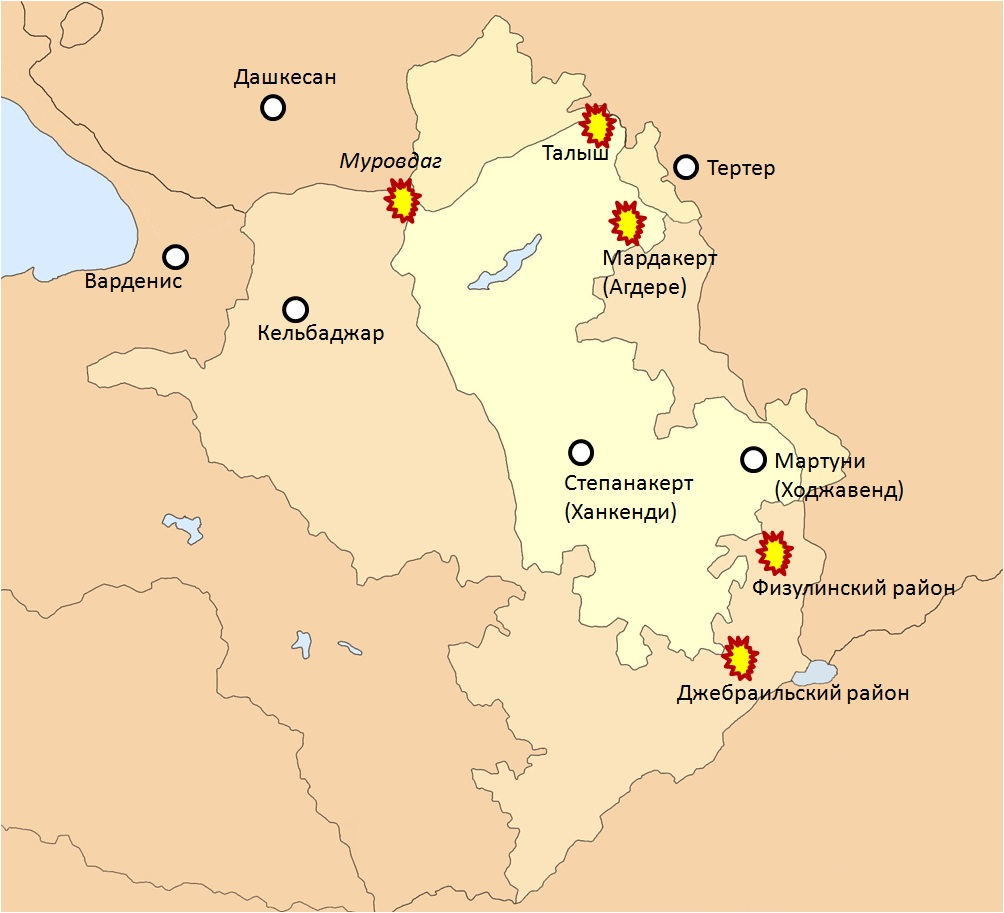
خريطة توضح الاشتباكات والهجمات العسكرية في 27-28 سبتمبر.

وفقا لسلطات أرتساخ فإن الأعمال العدائية بدأت عندما شنت القوات المسلحة الأذربيجانية في الساعة 08:03 قصفًا مدفعيًا وجويًا ضد المستوطنات المدنية، ومنها العاصمة ستيباناكيرت. صرحت وزارة الدفاع الأرمنية أن الهجوم الذي استهدف ستيباناكيرت بدأ في الساعة 08:10 بالتوقيت المحلي (04:10 بتوقيت جرينتش). بينما صرحت السلطات الأذربيجانية أنه في حوالي الساعة 06:00 بالتوقيت المحلي، بدأت القوات المسلحة الأرمنية قصفًا مكثفًا لمواقع الجيش الأذربيجاني على طول خط المواجهة بأكملها والمستوطنات الأذربيجانية القريبة، وأنها شنت هجومًا مضادًا ردا على ذلك. في الهجوم صرحت أذربيجان بأنها نشرت قوة بشرية ودبابات ووحدات مدفعية صاروخية وطائرات وطائرات بدون طيار. ففرضت جمهورية أرتساخ الأحكام العرفية والتعبئة الكاملة لسكانها الذكور، بينما خاطب الرئيس الأذربيجاني إلهام علييف الأمة بشأن الاشتباكات.
في فترة ما بعد الظهر، تم فرض الأحكام العرفية وحظر التجول في أذربيجان، مع تطبيق الأحكام العرفية اعتبارًا من منتصف الليل، 28 سبتمبر، في حين تم الإعلان عن حظر التجول ليكون ساريًا في باكو والمدن الرئيسية وبعض المناطق من الساعة 21:00 حتى 06:00 الوقت المحلي. في المواجهات، نشر الجيش الأذربيجاني دبابات ومدفعية وأنظمة صواريخ وطائرات بالقرب من الجبهة وتوغل في منطقة ناغورنو كاراباخ بشكل أعمق. وفقًا لوزارة الدفاع الأرمينية، هاجمت القوات المسلحة الأذربيجانية في الصباح أيضًا في اتجاه واردنيس في أرمينيا. صرحت وزارة الدفاع الأذربيجانية بأنها استولت على سبع قرى في ناغورني كاراباخ. في الساعة 16:29، أعلنت الوزارة أن القيادة العسكرية الأذربيجانية اقترحت علي ارمينيا أن تستسلم القيادة الأرمينية في هذه المنطقة، وذلك لتجنب الهجوم على ثكنتها في أغدارا وتقليل الخسائر، مع التأكيد على أنه سيتم التعامل مع المدنيين وأسرى الحرب. وفقا للقانون الدولي الإنساني واتفاقيات جنيف، وان أي مقاومة ستقابل بالقوة. في فترة ما بعد الظهر، صرحت وزارة الدفاع الأذربيجانية أنها استعادت قمة جبلية في سلسلة جبال موروفداغ. وذكرت الوزارة أيضًا أن قواتها قد سيطرت فعليًا على طريق واردنيس - مارتاكيرت / أغدارا السريع الذي يربط قرة باغ بأرمينيا.

### 28 سبتمبر
في حوالي الساعة 8:00 صباحًا صرحت وزارة الدفاع الأذربيجانية أن القوات الأرمينية أطلقت النار على ترتر في الصباح الباكر وأصدرت تحذيرًا ردًا على ذلك، بينما ذكرت وزارة الخارجية الأذربيجانية أن القوات الأرمنية استهدفت عن قصد مواقع مدنية والمدنيين. صرح رئيس أرتساخ أنه خلال اشتباكات الصباح، استعادت القوات الأرمينية السيطرة على عدد من المواقع التي تم التنازل عنها سابقًا. في حوالي الساعة 10:00 صباحًا قالت وزارة الدفاع الأذربيجانية إن القوات الأذربيجانية قد استحوذت على مناطق إستراتيجية عالية حول تاليش بينما تكبدت القوات الأرمنية خسائر فادحة. صرح رئيس أرتساخ أن القوات الأذربيجانية كانت تواجه هجمات أرمينية على جميع الجبهات. وبعد فترة وجيزة ذكرت وزارة الدفاع الأذربيجانية أن القوات الأذربيجانية أطلقت النار على وحدات المدفعية الأرمينية التي كانت تستهدف المستوطنات التي تسيطر عليها أذربيجان في منطقة أغدارا؛ وأضافت أن الوحدات الأرمينية تكبدت خسائر من نيران المدفعية وانسحبت.
في حوالي الساعة 19:00 صرحت وزارة الدفاع الأذربيجانية أن القوات الأرمنية أطلقت النار على آغجه‌کند بالا وقراموسالي في مقاطعة غورانبوي. في حوالي الساعة 8:00 مساءً صرحت سلطات أرتساخ أن القوات الأرمنية استعادت بعض المواقع، مضيفة أن القوات الأرمنية صدت الهجمات الأذربيجانية وتقدمت في أراضيها. ثم بعدها في الساعة 9:00 مساءً صرح آرتسرون هوفهانيسيان المرتبط بوزارة الدفاع الأرمينية أن القوات الأذربيجانية شنت عملية هجومية كبيرة جديدة في وادي أراس وفي اتجاه مداغيز تاليش. وبعد حوالي ساعة صرح بوغوسيان أن طائرة أذربيجانية أُسقطت بالقرب من خوجاوند؛ ولكن أذربيجان نفت ذلك. ونفت وزارة الدفاع الأذربيجانية مزاعم عن قيامها بنشر طائرات F-16، ونفت امتلاكها لأي منها.

### 29 سبتمبر
في حوالي الساعة 8:00 صباحًا، صرحت وزارة الدفاع الأذربيجانية أن اشتباكات عنيفة استمرت على طول الجبهة طوال الليل؛ وأضافت أنها صدت هجوم أرمني عليها. وفي الوقت نفسه ذكرت أن القوات الجوية والبرية الأذربيجانية دمرت رتلًا مختلطًا من المركبات العسكرية الأرمينية المتجهة من مداغيز باتجاه أغدارا بالقرب من قرية ترتر، إلى جانب مدفعية توفر الدعم الناري في الليل. في حوالي الساعة 9:00 صباحًا صرحت الوزارة أنه من الساعة 7:30 صباحًا تعرضت أراضي مقاطعة داشكسن الأذربيجانية لقصف مدفعي من واردنيس في أرمينيا. إلا أن وزارة الخارجية الأرمينية نفت ذلك، قائلة إن هذا افتراء لتبرير توسيع مسرح العمليات لتشمل أرمينيا. فصرح حكمت حاجييف كبير مستشاري الرئيس الأذربيجاني إلهام علييف، أن ذلك كان جزءًا من "عدوان أرميني مستمر ضد أذربيجان حيث تم تنفيذ الهجوم التالي ضد أذربيجان من أراضي دولة ذات سيادة - أرمينيا. ثم صرحت وزارة الدفاع الأذربيجانية أن هجومها على مدينة فضولي استمر منذ الصباح الباكر. ونفت بعدها ماذكرته التقارير الأرمينية عن استعادة أراضي.
في حوالي الساعة 11:00 صرحت وزارة الدفاع الأرمينية أن القوات الأذربيجانية أطلقت النار على القاعدة العسكرية الأرمنية في واردنيس، داخل أرمينيا، وان الجيش الأذربيجاني نشر أيضًا سلاحه الجوي. قالت وزارة الدفاع الأذربيجانية إنها دمرت كتيبة أرمينية آلية كانت متمركزة في مقاطعة خوجاوند؛ ونفى جيش أرتساخ ذلك. وصرحت أذربيجان بأنها دمرت قاذفة صواريخ أرمينية من طراز أوراغان في مقاطعة خوجاوند. ولاحقًا قال مصدر أرمني إنه تم صد مزيد من الهجمات الأذربيجانية.
في حوالي الساعة 12:00 ظهرًا صرح هوفهانسيان أنه تم إسقاط طائرة حربية أذربيجانية؛ نفت وزارة الدفاع الأذربيجانية ذلك، مدعية أنها لم تستخدم طائرات هليكوبتر في ذلك اليوم. وفي حوالي الساعة 12:40 مساءً، ذكر هوفهانيسيان أن وحدات جيش دفاع أرتساخ أسقطت طائرتين مروحيتين باستخدام صواريخ أرض-جو من طراز إيغلا، ونشرت أرتساخ صورًا تظهر ذلك على ما يبدو. ثم صرح مصدر أرمني أن القوات الأذربيجانية قصفت مناطق بالقرب من واردنيس. صرحت وزارة الدفاع الأذربيجانية بأنها دمرت موقع قيادة ومراقبة تابع للفوج الأول للجيش الأرميني في مستوطنة حدروت في مقاطعة خوجاوند، بينما صرحت وزارة الدفاع الأرمينية أن الجيش الأرميني سينشر أسلحة أثقل لصد الهجمات الأذربيجانية.
صرحت وزارة الدفاع الأذربيجانية أنه تم صد محاولة أرمينية للهجوم على مواقع عسكرية خاضعة لهم في قرية أشاجي فيسالي بمقاطعة فضولي، مما أدى إلى خسائر في الأرمن. في حوالي الساعة 13:20، صرحت وزارة الدفاع الأرمينية أن الجيش الأذربيجاني شن هجومًا. بعد حوالي ساعتين، صرحت وزارة الدفاع الأذربيجانية أن أنظمة صواريخ S-300 التي تدافع عن المجال الجوي ليريفان قد تم إعادة نشرها باتجاه ناغورني قرة باغ وسوف تستهدف. بعد فترة وجيزة، نشر جيش دفاع أرتساخ لقطات تظهر القوات الأرمينية على ما يبدو وهي تسقط طائرة حربية أذربيجانية.
في حوالي الساعة 18:00 صرحت وزارة الدفاع أرتساخ أن القوات الأذربيجانية هاجمت على طول الاتجاهين الشمالي والشمال الشرقي للجبهة، بينما تلحق فيهم الخسائر. وبعدها بفترة وجيزة صرحت وزارة الدفاع الأرمينية أن طائرة تركية من طراز F-16 أقلعت من مطار غانجا الدولي أسقطت طائرة أرمينية من طراز Su-25، مما أسفر عن مقتل الطيار. وأصدرت كل من السلطات الأذربيجانية والتركية نفيا بذلك؛ أصدرت وزارة الدفاع الأرمينية صورًا لطائرة Su-25 محطمة. ووفقًا لأذربيجان أقلعت طائرتان من طراز Su-25 من الأراضي الأرمينية ثم اصطدمتا بجبل فيما بعد. وفي حوالي الساعة 22:00 صرحت وزارة الدفاع الأرمينية أن قافلة ذخيرة أذربيجانية قد دمرت. وبعدها بساعة صرحت وزارة الدفاع الأذربيجانية أن قواتها دمرت بقصف مدفعي مواقع أرمينية بالقرب من حسن قايا في مقاطعة ترتر وآخر في اتجاه طاليش.

### 30 سبتمبر
طبقاً لوزارة الدفاع الأرمينية، فقد استمرت الاشتباكات خلال الليل ولكن أقل حدة. وفي الساعة 8:30 صباحاً صرحت وزارة الدفاع الأذربيجانية بأن القوات الأرمينية قصفت مدينة ترتر. وفي الساعة 10:20 صرحت وزارة الدفاع الأذربيجانية أن وحداتها حاصرت القوات الأرمنية بمساعدة نيران المدفعية، وأن الاشتباكات استمرت في منطقة أغدارا - ترتر على الجبهة. وقد ذكرت الوزارة أن القوات الأرمينية أطلقت نيرانها على أشاغي أغاكند في مقاطعة غورانبوي. وفي حوالي الساعة 11:10 صباحًا صرحت وزارة الدفاع الأرمينية بأن سلاح الجو الأذربيجاني هاجم المواقع الأرمنية في الاتجاه الشمالي من الجبهة.
وفي الساعة 12:25 صرحت وزارة الدفاع الأذربيجانية أن فوج البندقية الجبلي السابع التابع لفرقة البندقية الجبلية العاشرة، المتمركز في توناشين قد تكبد خسائر فادحة وتراجع؛ ونشرت لقطات تظهر الهجوم على مايبدو وذكرت أن القوات الأذربيجانية هاجمت مركز قيادة فوج تان الأرمني التابع للفرقة الآلية 18، مما أدى إلى وقوع إصابات. وذكرت وزارة الدفاع الأرمينية أن قواتها دمرت كمية كبيرة من العتاد الأذربيجاني، ومنها مركبة TOS-1. وذكرت أيضًا أن القوات الأذربيجانية قصفت الكتيبة الأرمنية الرابعة المتمركزة في مقاطعة فضولي، وأن قواتها هاجمت مقر فوج البندقية الجبلي الخامس الأرميني التابع لفرقة البندقية الجبلية العاشرة، المتمركز في أغدارا. صرحت وزارة الدفاع الأرمينية أن قواتها دمرت قواعد الأذربيجانيين المتقدمة وعتادها.

## أكتوبر

### 1 أكتوبر
وفقًا لوزارة الدفاع الأذربيجانية فقد استمرت الاشتباكات خلال الليل، حيث قصفت الوحدات الأذربيجانية المواقع الأرمنية، بينما صرحت وزارة الدفاع أرتساخ أن الوضع طوال الليل كان مستقرًا نسبيًا. وفي حوالي الساعة 10:00 صباحاً ذكرت وزارة الدفاع الأذربيجانية أن القوات الأرمينية قصفت في الصباح مدينة ترتر. صرحت وزارة الدفاع الأرمينية أن قواتها أسقطت طائرة درون أذربيجانية بالقرب من آسكران، بينما صرحت وزارة الدفاع في أرتساخ أن قواتها صدت التقدم الأذربيجاني. وبعد حوالي نصف ساعة ذكرت قوات أرتساخ أنها أسقطت طائرة حربية أذربيجانية بالقرب من لالاتبة، وسقوط حطامها في الأراضي الإيرانية؛ وقد نفت أذربيجان ذلك.
وفي الساعة 13:00 ظهراً، صرحت وزارة الدفاع الأذربيجانية بأن مناطق في مقاطعتي جبرائيل وفضولي تعرضتا لقصف صاروخي من غوريس في أرمينيا. وبعدها بنصف ساعة ذكرت أن القوات الأرمينية قصفت جوجوق مرجانلي وهوراديز وقرى في الخطوط الأمامية لمقاطعات غورانبوي وترتار وأغدام. وفي حوالي الساعة 2:40 بعد الظهر صرحت وزارة الدفاع في أرتساخ أن قواتها أسقطت طائرتين حربيتين أذربيجانيتين ومروحية؛ ولكن نفت أذربيجان ذلك قائلة إنها لم تسيرٌ طائرات في ذلك اليوم. وأضافت بأنها دمرت المدفعية الأرمنية، والعديد من قواعد الدفاع الجوي الأرمني وأنظمة إطلاق الصواريخ المتعددة. وفي الساعة 7:00 مساءً ذكرت الوزارة بأن القوات الأرمينية كانت تطلق النار على هوراديز منذ الساعة 17:50 مساءً. وفي الساعة 11:00 مساءً صرحت وزارة الدفاع الأرمينية بأن القوات الأذربيجانية قصفت شاتوان ومتس ماسريك وكلاهما في أرمينيا. وبعدها بنصف ساعة، صرحت أرمينيا بأنها أسقطت طائرة بدون طيار أذربيجانية في مقاطعة كوتايك بأرمينيا.

### 2 أكتوبر
وفقًا لوزارة الدفاع الأذربيجانية استمرت الاشتباكات الليلية في مناطق مختلفة من الجبهة، واستولت القوات الأذربيجانية على المرتفعات المهيمنة حول سوقوقوشان باتجاه أغدارا وسيطرت عليها، بينما ذكرت وزارة الدفاع في أرتساخ أن الوضع مستقر نسبيًا، وإن كان متوتراً. وفي الساعة 9:30 صباحًا صرحت وزارة الدفاع الأذربيجانية بأن بلدات في مقاطعة آقدام تعرضت لنيران مدفعية أرمينية مكثفة. وفي الساعة 12:40 صرحت أن قوزانلي في آقدام تعرضت لإطلاق صواريخ من مرتفعات قرة باغ، بينما تم إطلاق حوالي عشرة صواريخ من أرمينيا على سابركند في مقاطعة شمكير من طراز Tochka-U؛ ولكن نفت أرمينيا ذلك. ثم صرحت وزارة الدفاع الأذربيجانية أن الأرمن قصفوا بالصواريخ بلدة إميرلي في مقاطعة بردعة، وأيضا قُصفت مقاطعة آقدام وجوزانلي في مقاطعة تووز. وفي حوالي الساعة 2:00 ظهراً صرحت وزارة الدفاع الأرمينية بأن القوات الأذربيجانية قصفت ستيباناكيرت عاصمة مرتفعات قرة باغ. وفي الساعة 16:40 صرحت وزارة الدفاع الأذربيجانية أن مدينة ترتر وشيخارخ وسوغانورديلر في مقاطعة بردعة كانت تحت نيران المدفعية الأرمنية. وبعد حوالي ساعة ذكرت الوزارة أن القوات الأذربيجانية دمرت نقطة مراقبة ميدانية أرمينية. على مدار اليوم، أصدرت وزارة الدفاع الأذربيجانية لقطات تظهر على ما يبدو تدمير موقع مراقبة ميداني أرميني وعتاد.

### 3 أكتوبر
وطبقاً لوزارة الدفاع الأذربيجانية ظل الوضع على طول الجبهة متوتراً، بينما صرحت وزارة الدفاع الأرمينية أن القتال العنيف دار في الاتجاهين الشمالي والجنوبي للجبهة. وفي حوالي الساعة 10:40، صرحت وزارة الدفاع الأذربيجانية ان قرية سهل آباد وقاضيان وقبانلي وقايناق وأسكيباره وحسينلي الموجودة حول مدينة ترتر، إلى جانب بلديات آياق غارفاند وإمام قولوبيلي وقرداجلي وتازاكيند في مقاطعة آقدام، وكذلك بلديات موغانلي وقياميددينلي ورانجبيرز في مقاطعة آقجبدي، إلى جانب بلدية تاب قره كويونلو في مقاطعة غورانبوي قد تعرضت لقصف مدفعي أرمني مكثف طوال الليل. وفي الساعة 12:10 مساءً صرحت وزارة الخارجية الأرمنية أن الجيش الأذربيجاني استخدم أسلحة بعيدة المدى لتدمير البنية التحتية المدنية. حوالي الساعة 19:40 صرح الرئيس الأذربايجاني إلهام علييف أن القوات الأذربيجانية سيطرت على سوقوقوشان. كما ذكر أن القوات الأذربيجانية سيطرت على طاليش في ترتر ومهديلي وجاخيرلي وأشاغي ماراليان وشيبي وكويجاك في مقاطعة جبرائيل وأشاغي عبد الرحمنلي في فضولي.

### 4 أكتوبر
طبقاً لوزارة الدفاع الأرمينية فإن الوضع الليلي على طول الجبهة ظل مستقرًا نسبيًا إلا أنه متوتر. وفي حوالي الساعة 9:00 صباحًا أفادت وزارة الدفاع الأذربيجانية بأن القوات الأرمينية أطلقت قذائف صاروخية على مدينة ترتر وهوراديز. حوالي الساعة 10:30 صرحت الوزارة أن القوات الأرمينية قصفت مقاطعة فضولي في حين أنها كانت قصف مقاطعتي أقدام وترتر، بينما ذكرت وزارة الدفاع في أرتساخ أن القوات الأذربيجانية تقصف ستيباناكيرت. وبعد حوالي نصف ساعة تعرضت غنجة للقصف. ونفت وزارة الدفاع الأرمينية أن يكون هذا القصف جاء من أراضيها، وإن ذلك كان من مسؤولية أرتساخ، مشيرة إلى أن القوات الأرمينية استهدفت ودمرت قاعدة غنجة الجوية العسكرية في مطار غنجة الدولي؛ وقد نفت أذربيجان ذلك. في وقت لاحق، نفى مراسل من الموقع لوسائل إعلام روسية، وكذلك مدير المطار أن المطار الذي لم يكن يعمل منذ مارس بسبب جائحة COVID-19 قد تعرض للقصف. وفي الساعة 2:00 ظهراً صرحت أذربيجان بأن قواتها أصابت رئيس أرتساخ بجروح خطيرة أثناء زيارته للجبهة؛ ونفت أرتساخ ذلك الخبر. وفي الساعة 16:00 صرحت وزارة الدفاع الأذربيجانية بأن القوات الأرمينية قصفت ساريجالي في مقاطعة آقجبدي وبهارلي وجيرقلي وشوغلان في مقاطعة آقدام وشهفليلور في مقاطعة بردعة. بعد حوالي 40 دقيقة صرح الرئيس الأذربيجاني علييف أن القوات الأذربيجانية سيطرت على مدينة جبرائيل، بالإضافة إلى عدة قرى فيها. حوالي الساعة 17:00 أصدرت وزارة الدفاع الأرمينية لقطات تظهر على ما يبدو الجنود الأذربيجانيين وهم يغادرون ماتاغيس. في حوالي الساعة 22:40 مساءً صرحت وزارة الدفاع الأذربيجانية بأن القوات الأرمينية قصفت مدينة ترتر ومينجاشيفير التي تضم خزانًا للمياه، أفادت أذربيجان بأن أرمينيا اعتبرته هدفًا عسكريًا؛ فأصدرت كل من أرمينيا وآرتساخ نفيا بذلك. وبعد حوالي الساعة أعلن مكتب الرئيس الأذربيجاني أن القوات الأرمينية أطلقت صاروخين من الصواريخ المتوسطة المدى على مقاطعة خيزي وآبشوران.

### 5 أكتوبر

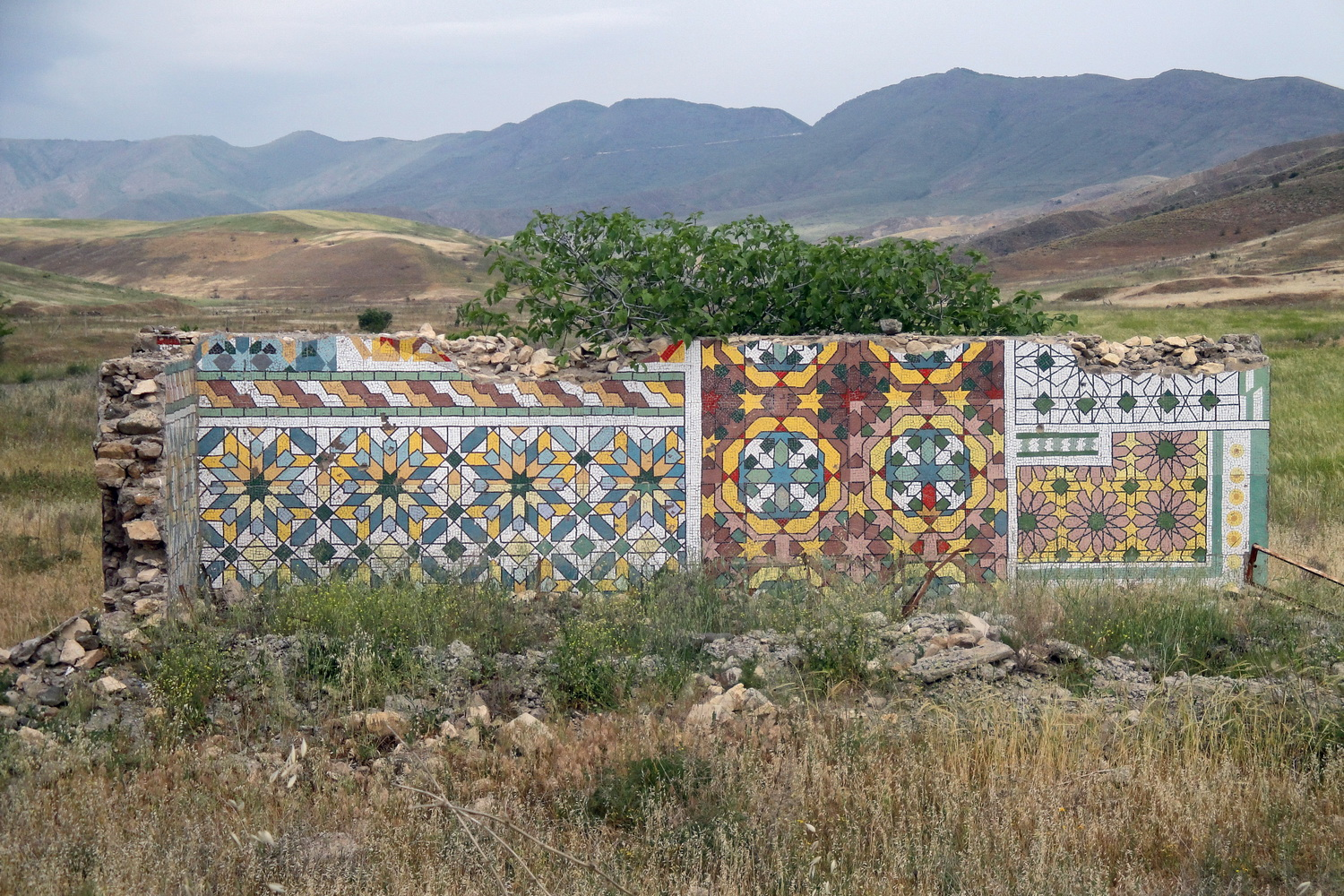
محطة حافلات مدمرة في جبرائيل سنة 2014. وفي 4 أكتوبر 2020 صرح الرئيس علييف أن أذربيجان استعادت المدينة في 4 أكتوبر.

بحسب وزارة الدفاع الأرمينية استمرت الاشتباكات المتقطعة بالليل، حيث شنت القوات الأذربيجانية هجومًا من الجنوب. وفي الساعة 10:00 صباحا أصدرت وزارة الدفاع الأذربيجانية لقطات مسجلة بالرادار تظهر على ما يبدو إطلاق صواريخ من جرموك وكابان وبيرد في أرمينيا. فردت وزارة الدفاع الأرمينية أن القوات الأذربيجانية كانت تطلق الصواريخ على ستيباناكيرت. وبعدها بساعة صرحت وزارة الدفاع الأذربيجانية بأن القوات الأرمينية قصفت مدن بيلقان وبردعة وترتر. ثم ذكرت في منتصف النهار بأن الأرمن قصفوا مدينتي هوراديز وترتر وقرى أخرى في مقاطعات ترتر وآقجبدي وغورانبوي وجويجول. وأنهم هاجموا غنجة وبردعة وبيلقان ومدن أذرية أخرى بالصواريخ والمقذوفات، وإن غنجة تعرضت لإطلاق نار من بلدة بيرد الأرمنية. وأفادت في الساعة 4:50 مساءً أن القوات الأرمينية قصفت مدينتي آقجبدي وبيلقان. ثم ذكرت في الساعة 6:00 مساءً عن هروب كتيبة من فوج البندقية الأرمني الأول المتمركز في حدروت. وفي الساعة 8:20 مساءً صرحت وزارة الدفاع الأذربيجانية بأن القوات الأرمينية قصفت غنجة مرة أخرى. وصرح الرئيس الأذربيجاني أن قواته سيطرت على قرى شيخالياجالي وساريجالي ومزرا في مقاطعة جبرائيل. ثم أعلنت القوات الأرمينية لاحقًا عن «تراجع تكتيكي» جزئي.

### 6 أكتوبر
استمرت الاشتباكات الليلية المتقطعة. فقد صرحت وزارة الدفاع الأذربيجانية أن قواتها مارست «التفوق في العمليات العسكرية» على طول الجبهة بأكملها. في حين ذكرت أرتساخ أن الوضع مستقر وإن ظل متوترًا. وذكرت وزارة الدفاع الأذربيجانية إن قواتها دمرت مستودع ذخيرة أرميني في بالیجا. ووفقًا لمصادر أذربيجانية فقد أصيبت مدرسة وعربة إطفاء في منطقة آقدام بصواريخ أرمينية. وفي حوالي الساعة 4:30 مساءً صرحت وزارة الدفاع الأرمينية أن القوات الأذربيجانية بدأت هجومًا جديدًا على الجبهة الجنوبية. وبعدها بنصف ساعة ذكرت الوزارة نفسها أن القوات الأذربيجانية قصفت ستيباناكيرت. وفي حوالي الساعة 7:00 مساءً أفادت وزارة الدفاع الأذربيجانية بأن القوات الأرمينية قصفت مقاطعات يولاخ وغورانبوي وبيلقان. وفي الساعة 10:30 مساءً زعم مكتب المدعي العام لأذربيجان أن أرمينيا أطلقت صواريخ على خط أنابيب باكو-تبليسي-جيهان، الأمر الذي منعه الجيش الأذربيجاني. ولكن صرحت وزارة الدفاع الأرمينية بعدها بأنها نفت مرارًا استهداف البنية التحتية للبترول والغاز. ثم ذكرت أن القوات الأرمينية قصفت مدينة ترتر.

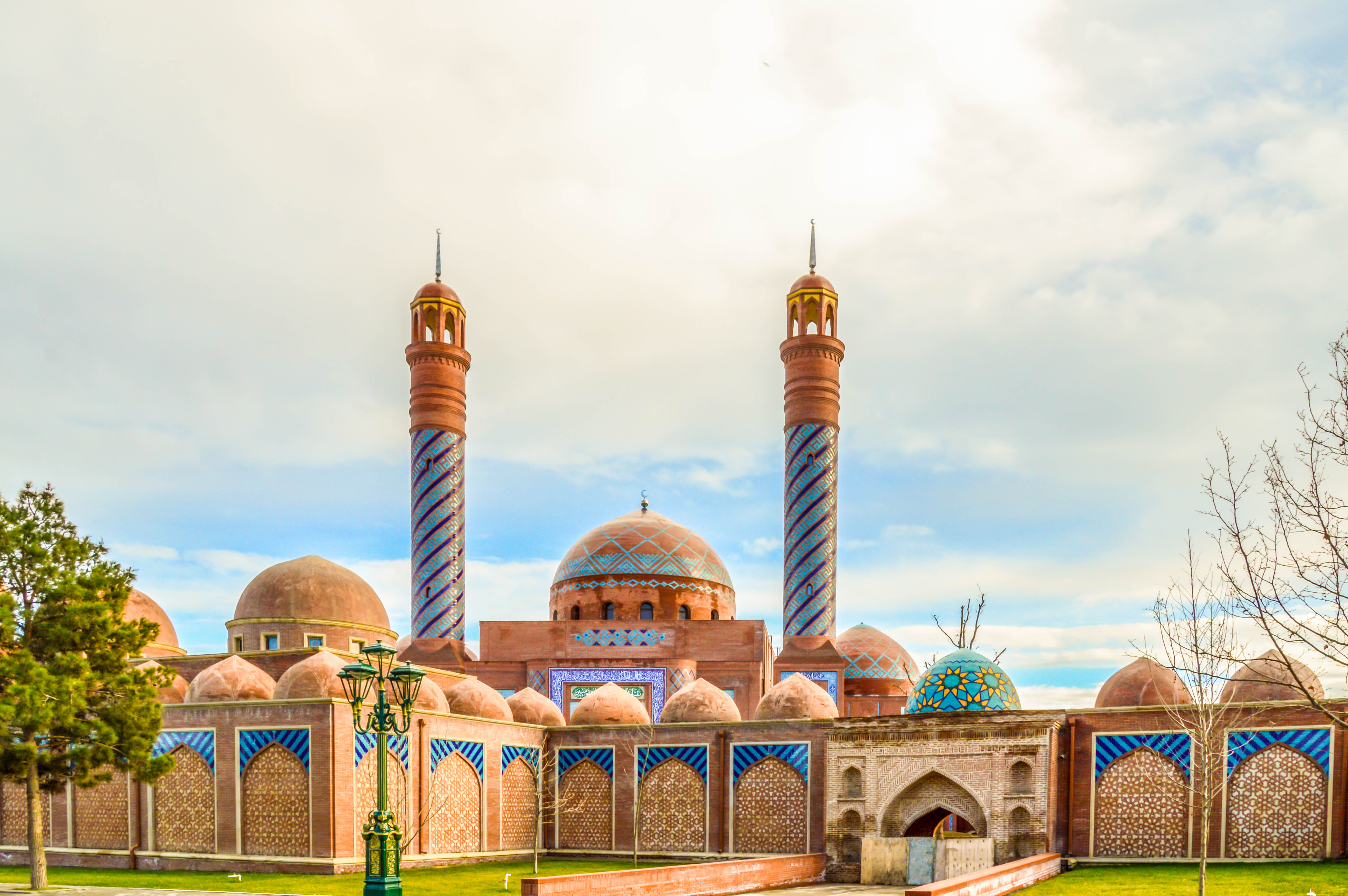
مسجد إمام زاده (غنجة). ذكرت الحكومة الأذربيجانية أن المسجد قد تضرر أثناء النزاع.

### 7 أكتوبر
طبقاً لوزارة الدفاع الأذربيجانية استمرت الاشتباكات في كامل الجبهة طوال الليل. وفي حوالي الساعة 10:00 صباحاً صرحت بأن جيشها سيطر على مقاطعة جبرائيل. وأصدرت لقطات تظهر قواتها في شكربولي. وبعدها بنصف ساعة ذكرت أن القوات الأرمينية قصفت قرى في مقاطعة ترتر وبردعة وآقدام وآقجبدي وفضولي وجبرائيل. ثم وفي منتصف النهار صرحت أن قواتها سيطرت على قواعد أرمنية جديدة، في حين ذكرت وزارة الدفاع الأرمنية أن القوات الأذرية قصفت ستيباناكيرت. وفي الساعة 3:00 مساءً صرحت وزارة الدفاع الأذربيجانية بأن القوات الأرمينية قصفت قرى في منطقتي ترتار وفضولي. في حوالي الساعة 7:30 مساءً صرح رئيس أرتساخ أن قواته استعادت بعض المواقع.

### 8 أكتوبر

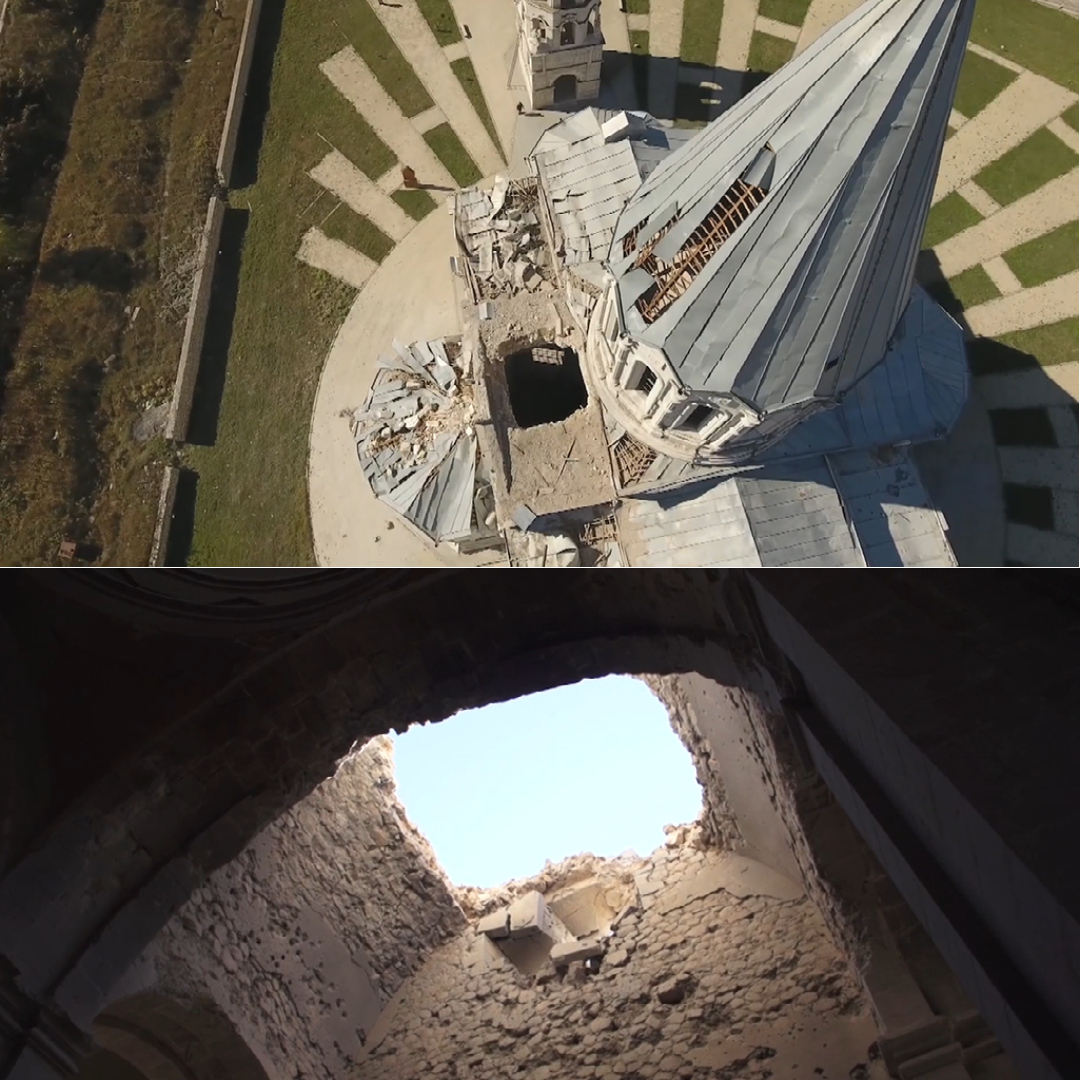
كاتدرائية غزانتشوتسوت في شوشا. كاتدرائية أرمن الرسولية، وهي نصب ثقافي وتاريخي مدرج، وقد ضربت مرتين خلال الحرب.

استمرت الاشتباكات طوال الليل، ووفقًا لوزارة الدفاع في آرتساخ، فإن الوضع كان مستقرًا ولكنه متوتر. وطبقاً لوزارة الدفاع الأذربيجانية، فإن القوات الأرمينية بدأت في الصباح بقصف قرى في غورانبوي وترتار وآقدام ومقاطعة بردعة ومقاطعة آقجبدي، وكذلك مدينة بردعة. وفي منتصف النهار صرح المكتب الرئاسي الأذربيجاني بأن القوات الأرمينية قصفت غنجة وبردعة وترتر ومدن أخرى بالراجمات بي إم-30 سميرتش. يبدو أن كاتدرائية غزانتشوتسوت في شوشا تعرضت لقصف متكرر وأصابتها بأضرار جسيمة. وفي حوالي الساعة 1:00 ظهراً أعلنت وزارة الدفاع الأذربيجانية أن القوات الأرمينية أطلقت صاروخ توشكا- يو على مدينة بردعة. وفي حوالي الساعة 3:00 مساءً صرحت وزارة الدفاع الأرمينية بأنها صدت هجمات أذربيجانية. وفي وقت لاحق ذكرت وزارة الدفاع الأذربيجانية أن القوات الأرمينية قصفت قرى في مناطق غورانبوي وترتر وآقدام.

### 9 أكتوبر
استمرت الاشتباكات خلال الليل. وبحسب وزارة الدفاع في آرتساخ فإن الوضع كان مستقرًا لكنه متوتر. وطبقاً لوزارة الدفاع الأذربيجانية فإن القوات الأرمينية بدأت منذ الصباح بإطلاق النيران على مقاطعات غورانبوي وترتر وبردعة وآقدام وكذلك مقاطعة آقجبدي ومدينة مينجاشيفير. ووزعت الوزارة لقطات تظهر أن قواتها قد سيطرت على قرى في قضاء جبرائيل. وذكرت وزارة الدفاع الأرمينية أن القوات الأذربيجانية قصفت خانكندي. وفي الساعة 2:00 ظهراً أعلنت السلطات الأذربيجانية أن القوات الأرمينية أطلقت صواريخ على مسجد في مقاطعة بيلقان ومسجد إمام زاده في غنجة. وفي الساعة 16:30 صرحت وزارة الدفاع الأذربيجانية أن قواتها أسقطت صاروخًا باليستيًا أرمينيًا موجه إلى مدينة مينجاشيفير. وفي الساعة 5 مساءً صرح الرئيس الأذربيجاني بأن قواته سيطرت على حدروت، مع قرى تشايلي ويوكسيلي وغوزليك وغورازيلي وقشلاق وقرقالي وأفنديلور وسور وسليمانلي.؛ إلا أن أرتساخ قد أنكرت ذلك. خلال النهار أصدرت وزارة الدفاع الأذربيجانية لقطات تظهر على ما يبدو موقع سوغوفوشان وشوارع طاليش، ومقاطع تظهر سيطرة أذربيجان في تلك القرى المتنازع عليها.

### 10 أكتوبر - وقف إطلاق النار بوساطة روسيا
أفادت روسيا أن كل من أرمينيا وأذربيجان اتفقتا على وقف إطلاق النار لأسباب إنسانية بعد 10 ساعات من المحادثات في موسكو (بيان موسكو) قبل الساعة 04:00 (00:00 بتوقيت جرينتش) في 10 أكتوبر، وأعلنت أن كليهما سيدخل في محادثات «أساسية». فتوقفت الأعمال العدائية رسميًا في الساعة 12:00 (08:00 بتوقيت جرينتش) للسماح بتبادل الأسرى واستعادة القتلى، بتيسير من اللجنة الدولية للصليب الأحمر. ولكن استمرت انتهاكات وقف إطلاق النار، مما أدى إلى وقف لجنة الصليب الأحمر محاولات استعادة القتلى وتبادل الجرحى والأسرى،
اتهمت أرمينيا وأذربيجان بعضهما البعض بقصف القرى المدنية قبل وقف إطلاق النار، ونفى كليهما اتهامات الطرف الآخر. كما اتهم كل طرف الطرف الآخر بخرق وقف إطلاق النار. ثم اندلعت الاشتباكات بعد وقت قصير، مع قتال وقصف عنيف في حدروت، وتوغل الآذريين في منطقة الصراع. اتهم كل من آرتساخ وأذربيجان بعضهما البعض بمهاجمة حدروت التي شهدت قتالًا عنيفًا. وفي الساعة 23:00 صرحت وزارة الدفاع الأذربيجانية أن القوات الأرمينية قصفت ترتر، بينما ذكرت وزارة الدفاع الأرمنية أن القوات الأذربيجانية قصفت ستيباناكيرت؛ فنفت أذربيجان ذلك.

### 11 أكتوبر
كان الوضع هادئًا بشكل معقول مع انتهاكات طفيفة. وفي الساعة 2:30 فجراً، صرحت وزارة الدفاع الأذربيجانية بأن الأرمن قصفوا غنجة بصاروخ سكود، أنطلق من بيرد الأرمينية، مما أسفر عن مقتل 10 وإصابة 33 مدنياً؛ هذا مانفته أرمينيا رسميًا ولكن تم تأكيده لاحقًا. كما ذكرت أذربيجان أن القوات الأرمينية أطلقت صواريخ على محطة مينغاتشيفير للطاقة الكهرومائية. وفي الساعة 6 مساءً أفادت وزارة الدفاع الأذربيجانية بأن القوات الأرمينية قصفت قرى في عدة مقاطعات.

### 12 أكتوبر
استمرت الاشتباكات الطفيفة، حيث صرحت وزارة الدفاع الأذربيجانية أن قواتها حصلت على ميزة عملياتية؛ فصرحت بأن القوات الأرمنية حاولت استعادة حدروت. ثم صرحت بأن الأرمن قصفوا عدة مقاطعات. وفي الساعة 3:00 مساءً أعلنت القوات الأذربيجانية عن سيطرتها العملياتية على عدة قرى لكنها لم تدخلها.

### 13 أكتوبر
استؤنف القتال في عدة مناطق، وبدأت القوات الأرمينية بقصف عدة مقاطعات. وفي المساء صرحت وزارة الدفاع الأذربيجانية بأنها سيطرت على أجزاء من حدروت، لكن هذا اقتصر على المرتفعات المجاورة وتغاسر وليس مركز حدروت.

### 14 أكتوبر
استمرت المعارك بين الطرفين. وفي الساعة 9:00 صباحاً أفادت وزارة الدفاع الأذربيجانية بأن القوات الأرمينية قصفت عدة مقاطعات. قالت أذربيجان إنها سيطرت على ثلاث قرى في فضولي وخمس قرى في خوجاوند. ثم أفادت بأنها دمرت خلال الليل منصات إطلاق صواريخ OTR-21 توشكا موجودة في موقعين في أرمينيا ومتاخمة لمقاطعة كالباجار والتي كانت تستهدف مدنها.
وقد كررت روسيا المنخرطة في دبلوماسية مكوكية رفيعة المستوى وسعت للتحقق من الهجوم الأذربيجاني، مناشدتها لكلا الجانبين بإنهاء القتال وأشارت إلى استعدادها لنشر بعثة مراقبة عسكرية في الجبهة للمساعدة في تأمين الهدنة. ووافقت أرمينيا، أما موافقة أذربيجان فكانت مشروطة. أكدت تركيا وأذربيجان أن مجموعة مينسك قد فشلت في تحقيق حل دائم للحرب وأصرت على مفاوضات رباعية تشمل أرمينيا وأذربيجان وروسيا وتركيا.

### 15 أكتوبر

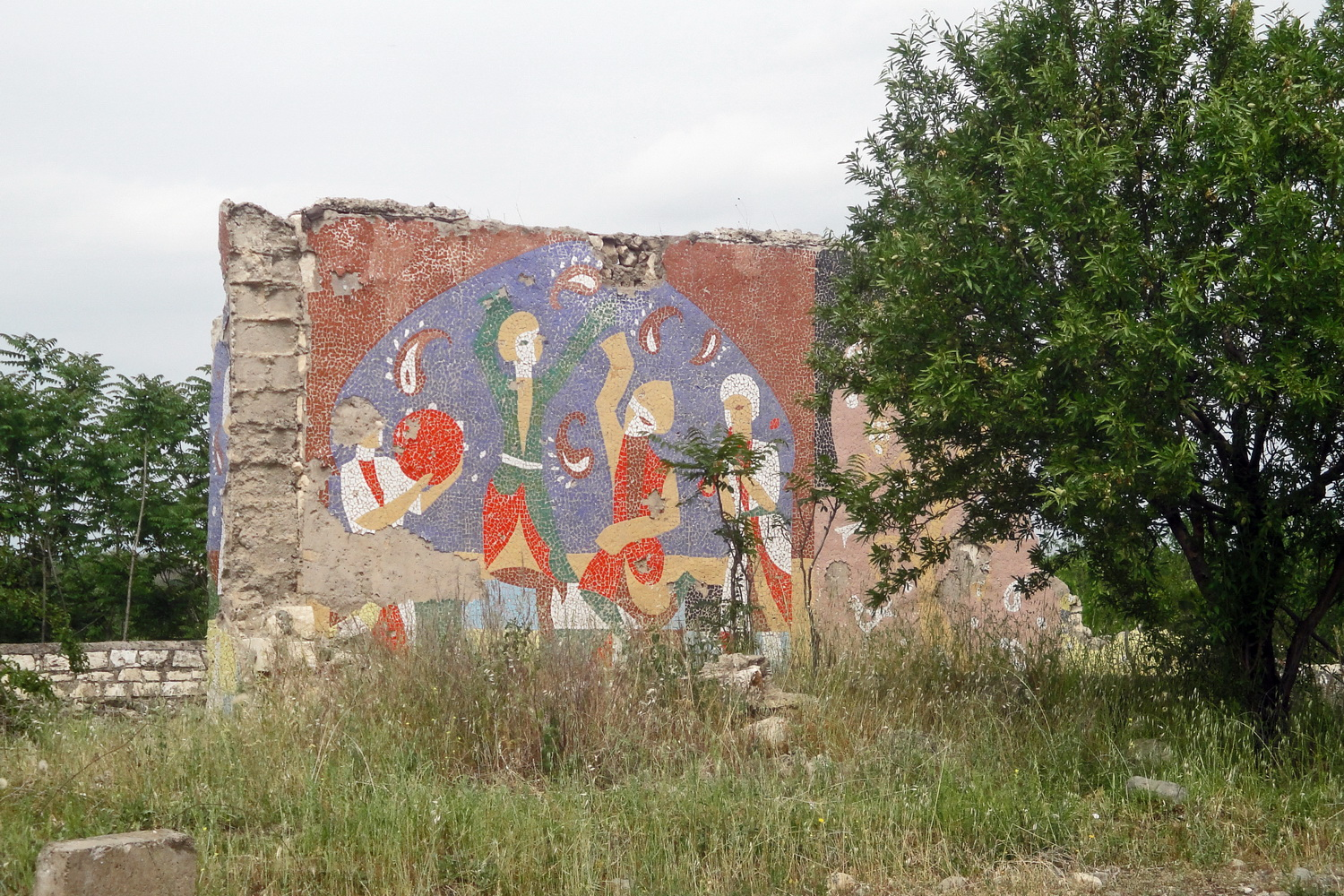
أطلال مدينة فضولي في 2014. وفي 17 أكتوبر 2020 صرح الرئيس الأذربيجاني إلهام علييف أن قواته باتت مسيطرة على المدينة.

استمرار القتال. حيث ذكرت وزارة الدفاع الأذربيجانية أن القوات الأرمينية قصفت جنازة في ترتر، مما أسفر عن مقتل أربعة مدنيين وإصابة أربع، وصرحت وزارة الدفاع الأرمينية أن القوات الأذربيجانية قصفت على طول الجبهة، مع قصف قرية بازار القرمزي في مقاطعة مارتوني ببي إم-30 سميرتش. وصرحت وزارة الدفاع الأذربيجانية أن قواتها استولت على قرى أريش في فضولي ودوسولو في جبرائيل والعديد من القرى في منطقة خوجاوند.

### 16 أكتوبر
استمر القتال خلال الليل. وأفادت وزارة الدفاع الأرمينية عن قصف مكثف من قبل القوات الأذربيجانية، ومنها شوشاكند في أسكيران؛ في حين ذكرت سلطات أرتساخ أن القوات الأذربيجانية قصفت خوجاوند والقرى القريبة. وصرحت وزارة الدفاع الأذربيجانية أن القوات الأرمينية قصفت مناطق غورانبوي وترتر وآقدام وأغجابادي. وفي المساء ذكرت ذات الوزارة بأن القوات الأرمنية أطلقت في اليوم السابق صاروخًا على أوردوباد في ناختشيفان؛ وقد نفت السلطات الأرمنية ذلك. وقد صرحت أذربيجان بأنها سيطرت على بعض القرى في منطقة خوجاوند.

### 17 أكتوبر
صرحت وزارة الدفاع الأرمينية أن ستيباناكيرت وشوشا تعرضتا للقصف بالصواريخ، ومنها القنابل العنقودية. وهوجمت مينغاتشيفير وغنجة في أذربيجان خلال الليل، والأخيرة بعدة صواريخ سكود.
وصرحت السلطات الأذربيجانية لاحقًا أن الهجوم على غنجة أسفر عن مقتل ما لا يقل عن 13 مدنياً وجرح أكثر من 52؛ ونفت وزارة الدفاع الأرمينية مسؤولية ذلك، وذكرت أنها أسقطت طائرتين أذربيجانيتين بدون طيار في مقاطعة سيونيك التابعة لها، وهو مانفته أذربيجان. قالت وزارة الدفاع الأذربيجانية بأنها سيطرت على فضولي والعديد من القرى، وإنها أسقطت طائرة سو-25 أرمينية، ولكن أرمينيا نفته. وفي الساعة 18:15 أفادت وزارة الدفاع الأرمينية أنها أسقطت ثلاث طائرات درون أذربيجانية في أرمينيا.
وفي المساء تم التوصل إلى اتفاق لوقف إطلاق النار لأسباب إنسانية بدءا من منتصف الليل.

### 18 أكتوبر - وقف إطلاق النار بوساطة روسيا
اتهم الجانبان بعضهما البعض منذ الصباح الباكر بانتهاك وقف إطلاق النار المتفق عليه توًا. وصرحت وزارة الدفاع الأرمنية أن القوات الأذربيجانية هاجمت كامل الجبهة، وشنت هجومًا آخر على نهر آراس وقصفت ستيباناكيرت، بينما ردت أذربيجان بأن قواتها صدت هجمات أرمينية على مقاطعتي غدابيغ وتووز الحدوديتين من مقاطعات تشامباراك وبرد الأرمينية. وبعد حوالي ساعة أفاد مراسل «ريا نوفوستي» بوقوع تبادل نيران مدفعية ثقيلة بالقرب من حدروت. وفي الساعة 12:30 ظهراً أعلنت وزارة الدفاع الأذربيجانية أنها أسقطت طائرة Su-25 بعد أن هاجمت جبرائيل، بينما نفت أرمينيا ذلك.
وفي المساء صرحت السلطات الأذربيجانية بأنها مستعدة لنقل القتلى عبر ممر بين مقاطعتي تووز بأذربيجان وتاووش الأرمينية. صرح الرئيس الأذربيجاني بأن قواته استولت على جسر وسد خودآفرين. وفي الساعة 7:00 مساءً استولت القوات الأذربيجانية على فضولي.

### 19 أكتوبر
استمرت الاشتباكات خلال الليل مع إعلان أذربيجان عن تفوقها العملياتي؛ وذكرت أن القوات الأرمينية قصفت مقاطعات غورانبوي وترتر وآقدام وأطلقت النيران على مقاطعة آغجه بدي. وفي الساعة 8:00 صباحًا صرح الرئيس الأذربيجاني بأن قواته استولت على عدة قرى في مقاطعة جبرائيل. واعترفت أرمينيا لاحقا بأن القوات الأذربيجانية بدأت في القصف والتقدم. وفي منتصف النهار صرحت السلطات الأذربيجانية بأن أرمينيا أطلقت صواريخ على خط أنابيب باكو - نوفوروسيسك ولكن لم تصبها؛ ونفت أرمينيا ذلك. وقد صرحت وزارة الدفاع الأرمينية في بداية النهار أن الوضع كان أقل توتراً لكنها أقرت فيما بعد أن الاشتباكات استمرت على طول الجبهة.

### 20 أكتوبر
اشتدت الاشتباكات خلال الليل، وتحديداً بالقرب من مارتاكيرت وحدروت وزنجيلان، واشتدت معها الهجمات الأذربيجانية. وفي منتصف النهار صرحت وزارة الدفاع الأذربيجانية بأن القوات الأرمينية قصفت مقاطعتي آقدام وترتر. وبعد ساعتين صرح الرئيس علييف أن قواته سيطرت على زنجيلان المركز الإداري لمقاطعة زنجيلان، والعديد من القرى في مقاطعات زنغلان وفضولي وجبرائيل وخوجاوند؛ وأعاد تسمية فانكيو إلى تشينارلي. وبعد فترة وجيزة أصدرت وزارة الدفاع الأذربيجانية لقطات تظهر زنجيلان، وأكدت خدمة بي بي سي الروسية تصريحات أذربيجان. وبدورها صرحت وزارة الدفاع الأرمنية أن القوات الأذربيجانية تراجعت على طول نهر آراس؛ وقد نفت أذربيجان ذلك.

### 21 أكتوبر
اشتدت الاشتباكات خلال الليل، وتحديداً في منطقتي زنجيلان ومارتاكيرت، وبالقرب من حدروت. وفي الصباح اتهمت أذربيجان أرمينيا بقصف ترتر؛ اتهمت أرمينيا أذربيجان بقصف مارتاكيرت. وفي الساعة 8:30 مساءً صرح الرئيس الأذربيجاني إلهام علييف أن قواته سيطرت على 22 قرية داخل مقاطعات فضولي وجبرائيل وزنجيلان.

### 22 أكتوبر
استمرت الاشتباكات طوال الليل بدرجات متفاوتة الشدة، وتحديداً بالقرب من مارتاكيرت وحدروت وزنجيلان. وذكرت وزارة الدفاع الأرمينية أن خوجاوند تعرضت أيضًا لقصف من القوات الأذربيجانية. بدورها صرحت أذربيجان بأن صواريخ باليستية أطلقت من أراضي أرمينيا إلى قابالا وكردامير في الساعة 09:00 بالتوقيت المحلي؛ ونفت أرمينيا ذلك. وفي منتصف النهار صرحت وزارة الدفاع الأذربيجانية بأن قواتها أسقطت طائرة بدون طيار أرمينية في ناختشيفان. وفي الساعة 5:30 مساءً صرح الرئيس علييف بأن قواته سيطرت على عدة قرى في منطقتي فضولي وجبرائيل. بالإضافة إلى أن قواته سيطرت على آقبند في مقاطعة زنجيلان، وأصدرت مشاهد فيديو للتأكيد. ووفقًا لعلييف فقد تمكنت أذربيجان من السيطرة على حدودها مع إيران. وقد نفت أرمينيا ذلك وذكرت أن اشتباكات عنيفة وقعت بالقرب من قاجار في مقاطعة فضولي. وبعد ساعة ذكرت وزارة الدفاع الأرمينية أن اشتباكات عنيفة وقعت على طول الجبهة بأكملها لا سيما في مقاطعة مارتوني.

### 23 أكتوبر
استمرت الاشتباكات الليلية، وتحديداً بالقرب من مارتاكيرت وحدروت وقبادلي. وفي الساعة 9:00 صباحًا صرحت سلطات أرتساخ أن أذربيجان قصفت عدة قرى في مقاطعة مارتوني باستخدام قاذفات بي إم-30 سميرتش. ولكن نفت أذربيجان ذلك؛ وأكدت أن القوات الأرمينية قصفت بكثافة قرى في مناطق ترتر وآقدام وأغجابادي. وفي المساء صرح الرئيس علييف أن قواته سيطرت على عدة قرى في مناطق خوجاوند وفضولي وزنجيلان وقبادلي. كما أصدرت وزارة الدفاع الأذربيجانية لقطات مؤكدة من إحدى القرى. وبعدها أعلن الرئيس إلهام علييف مقتل البطل القومي لأذربيجان شكر حميدوف، خلال العمليات في منطقة قبادلي. وبعد فترة وجيزة صرحت سلطات أرتساخ أن القوات الأذربيجانية هاجمت لاتشين، وقصفت خوجاوند ومارتاكيرت. وفي الليل ذكرت سلطات أرتساخ أن القوات الأذربيجانية قصفت ستيباناكيرت؛ ونفت أذربيجان ذلك.

### 24 أكتوبر
استمرت الاشتباكات طوال الليل، وتحديداً بالقرب من قبادلي. وفي منتصف النهار صرحت وزارة الدفاع الأذربيجانية بأن الأرمن قصفوا بالصواريخ نفتالان وترتر، واطلقوا وابلًا من القذائف على لاتشين من أراضي أرمينيا؛ فردت أرمينيا بالنفي، وصرحت بأن لاتشين لاتزال تحت سيطرة آرتساخ، وأكد ذلك مراسل الخدمة الروسية للبي بي سي، إلا أنها تعرضت لقصف أذربيجاني عنيف. وفي المساء ذكرت أذربيجان أن القوات الأرمينية حاولت مهاجمة مواقعها في زنجيلان من مقاطعة سيونيك الأرمينية. وفي الساعة 7:30 مساءً صرحت أرتساخ أن القوات الأذربيجانية قصفت خوجاوند.

### 25 أكتوبر
استمرت الاشتباكات بدرجات متفاوتة خلال الليل، حيث ذكرت أذربيجان أن قواتها سيطرت على المزيد من الأراضي. وفي الصباح صرحت سلطات أرتساخ بأن عدة قرى في مقاطعة مارتوني قد قصفت. حوالي منتصف النهار صرحت أذربيجان بأن القوات الأرمينية قصفت عدة قرى في مقاطعات ترتر وآقدام وأغجابادي. وفي المساء أصدرت وزارة الدفاع الأذربيجانية لقطات من مقاطعتي زانجيلان وجبرائيل مسرح العمليات في أقصى الجنوب الغربي. وفي الساعة 8:30 مساءً صرحت آرتساخ أن القوات الأذربيجانية قصفت عدة قرى في مقاطعة أسكيران بالقرب من شوشا. وفي الساعة 11:00 مساءً صرح الرئيس الأذربيجاني بأن قواته سيطرت على قوبادلي عاصمة مقاطعة قوبادلي. وأصدرت أذربيجان لقطات مؤكدة. وبعد ذلك صرحت وزارة الدفاع الأرمينية بحدوث اشتباكات عنيفة. وفي المساء أعلنت الولايات المتحدة أن كلا الجانبين قد اتفقا على وقف لإطلاق النار لأسباب إنسانية اعتبارًا من صباح 26 أكتوبر.

### 26 أكتوبر - وقف إطلاق النار بوساطة الولايات المتحدة
في الصباح انهار وقف إطلاق النار مرة أخرى. فزعمت وزارة الدفاع الأذربيجانية في الساعة 08:03 عبر تويتر أن أرمينيا انتهكت وقف إطلاق النار، ثم حذفت التغريدة ونشرت تغريدة أخرى قالت أن أرمينيا قد انتهكت وقف إطلاق النار في الساعة 08:05. وبحسب أرمينيا بدأت المدفعية الأذربيجانية قصف المواقع الأرمنية الساعة 08:45. وذكرت وزارة الدفاع الأذربيجانية لاحقا أن القوات الأرمينية قصفت مدينة ترتر والقرى المحيطة بها واطلقت النار على المواقع الأذربيجانية في سفيان بمقاطعة لاتشين. فردت أرتساخ ورئيس وزراء أرمينيا بأنهم يتقيدون بصرامة بوقف إطلاق النار. وفي الساعة 10:30 صباحًا صرحت أذربيجان بأن القوات الأرمينية في بيرد وشامبراك وفاردينيز كانت تطلق النيران على المواقع الأذربيجانية في مناطق غاداباي ودشقاسان وتوفوز. وبعدها بساعة، صرحت سلطات أرتساخ أن القوات الأذربيجانية شنت غارة جوية على خوجاوند؛ وردت أذربيجان بالنفي. وفي الساعة 1:00 ظهراً صرح الرئيس الأذربيجاني بأن القوات الأذربيجانية سيطرت على عدة قرى في مناطق جبرائيل وزنجلان وقوبادلي على طول وادي هاكاري. وأكدت أرمينيا أن القوات الأذربيجانية شنت هجوماً في المنطقة. وفي الساعة 3:30 مساءً أفادت وزارة الدفاع الأذربيجانية بأن القوات الأرمينية قصفت منطقة أغجابادي. وذكرت بعدها بساعة بأن الأرمن قصفوا ترتر مرة أخرى. وفي المساء ذكرت وزارة الدفاع الأرمنية أن القصف الأذربيجاني قد اشتد بقوة، وذكرت سلطات أرتساخ أن الأذربيجانيين يواصلون توسيع دائرة هجومهم، وقد أكدت السلطات الأرمنية بعدها أنها فقدت قبادلي، وأن القوات الأذربيجانية قد وصلت إلى الحدود الأرمينية الأذربيجانية في الجنوب. كما أصدرت وزارة الدفاع الأذربيجانية لقطات تم التقاطها في خانليك.

### 27 أكتوبر
استمرت الاشتباكات طوال الليل، حيث صرحت وزارة الدفاع الأذربيجانية بأن القوات الأرمينية قصفت مواقعها في خوجاوند وفضولي وقوبادلي. وفي منتصف النهار صرحت وزارة الدفاع الأرمينية بأن القوات الأذربيجانية قصفت نقطة حدودية أرمينية في أقصى جنوب البلاد، عند تقاطع حدودها مع أذربيجان وإيران؛ ونفت أذربيجان ذلك. وذكرت سلطات آرتساخ أن وزير دفاعها جلال هاروتيونيان أصيب أثناء القتال، على الرغم من أن مصادر عسكرية أذربيجانية غير رسمية زعمت أنه قُتل وأصدرت لقطات تظهر على ما يبدو عملية الاغتيال من كاميرا بدون طيار. بعد ساعتين صرحت أذربيجان بأن القوات الأرمينية قصفت ترتر والقرى المحيطة بها، ثم صرحت في الساعة 6 مساءً بقصف بيردي بصاروخ باليستي، مما أدى إلى مقتل 4 مدنيين وإصابة 13 آخرين؛ وقد نفت أرمينيا مسؤوليتها عن الغارة. في الساعة 8:00 مساءً أفادت وزارة الدفاع الأرمينية بأن القوات الأذربيجانية قصفت خوجاوند ولاتشين، ولكن نفت أذربيجان ذلك.

### 28 أكتوبر
ادعت وزارة الدفاع الأذربيجانية أنها صدت العديد من الهجمات الأرمنية الليلية بالقرب من مارتاكيرت وخوجاوند وفضولي وزنجيلان وقوبادلي، بينما ادعت وزارة الدفاع الأرمنية بأن العمليات الجارية لتدمير المجموعات التخريبية. في الصباح صرحت وزارة الدفاع الأذربيجانية أن القوات الأرمينية قصفت مقاطعة ترتر؛ ونفت أرمينيا ذلك. وفي منتصف النهار صرحت سلطات أرتساخ أن القوات الأذربيجانية قصفت شوشا والوضع في شانقجي متوتر. ونفت أذربيجان قصف شوشا وفي حوالي الساعة 2:00 ظهراً صرحت أذربيجان بأن القوات الأرمينية أطلقت صواريخ بي إم-30 سميرتش بذخيرة عنقودية على بردعة، مما أدى إلى مقتل 21 مدنياً وإصابة 70 آخرين. نفت أرمينيا مسؤوليتها وذكرت أن القوات الأذربيجانية قصفت ستيباناكيرت، وردت أذربيجان أن القوات الأرمينية قصفت منطقتي غورانبوي وترتر. وفي المساء صرح الرئيس الأذربيجاني إلهام علييف أن القوات الأذربيجانية سيطرت على عدة قرى في مناطق قبادلي وزنجيلان وفضولي وجبرائيل.

### 29 أكتوبر
استمرت الاشتباكات طوال الليل، حيث صرحت السلطات الأذربيجانية بأنها صدت الهجمات الأرمنية بالقرب من خوجاوند وفضولي وقوبادلي. وفي الصباح اتهم الطرفان بعضهما البعض بقصف المدنيين. وفي الساعة 10:00 صرحت أذربيجان بأن القوات الأرمينية قصفت ترتر وغورانبوي. وفي منتصف النهار صرحت أرمينيا أن الاشتباكات كانت تدور في جانقجي، على بعد بضعة كيلومترات جنوب شوشا. وبعدها أصدرت وزارة الدفاع الأذربيجانية لقطات من القرى التي تم الاستيلاء عليها حديثًا في وادي هاكاري. وفي المساء صرح رئيس آرتساخ أرايك هاروتيونيان أن القوات الأذربيجانية هي فعليا على بعد 5 كيلومتر (3.1 ميل) من شوشا، ثاني أكبر مدينة في قرةباغ.

### 30 أكتوبر
استمرت الاشتباكات طوال الليل خاصة بالقرب من شوشا. وفي منتصف النهار صرحت السلطات الأذربيجانية بأن القوات الأرمنية في غوريس قصفت موقعا لها في منطقة قبادلي. وبعد فترة وجيزة ذكرت أرمينيا أن اشتباكات عنيفة دارت في جنوب ناغورنو كاراباخ. ثم قالت سلطات أرتساخ إن الاشتباكات اشتدت في الجنوب. وفي المساء أفادت منظمة العفو الدولية لأول مرة باستخدام أرمينيا المؤكد لقنابل عنقودية، ووصفتها بأنها «قاسية ومتهورة». وفي وقت لاحق صرح الرئيس إلهام علييف أن قواته سيطرت على عدة قرى في مناطق جبرائيل وزنجيلان وقوبادلي. وفي الساعة 17:30 أفاد مراسل وكالة أنا نيوز أن انفجارات قوية سمعت بالقرب من شوشا وستيباناكيرت. وانتقدت إيران مجموعة مينسك قائلة إنه «لا توجد لديهم رغبة حقيقية في إحلال السلام».

### 31 أكتوبر
استمرت الاشتباكات خلال الليل حيث صرحت السلطات الأذربيجانية بأن القوات الأرمنية قصفت مواقعها. وردت أرمينيا أن أذربيجان استخدمت قنابل الفوسفور المحظورة فوق ناغورنو كاراباخ، مما أدى إلى إشعال النيران في الغابات المجاورة للقرى؛ واتهم الطرفان بعضهما البعض بقصف المناطق السكنية في تحدٍ لاتفاقية. وقبل منتصف النهار ناشد رئيس الوزراء الأرميني نيكول باشينيان الرئيس الروسي فلاديمير بوتين طلبًا لبدء المشاورات لتحديد شكل الدعم لضمان أمن أرمينيا. في المقابل قالت وزارة الخارجية الروسية إنها مستعدة لتقديم كل المساعدة الضرورية لأرمينيا الشريكة في المعاهدة إذا امتد النزاع إلى الأراضي الأرمينية. وفي المساء صرحت سلطات أرتساخ أن القوات الأذربيجانية قصفت شوشا. وردت السلطات الأذربيجانية بأن القوات الأرمينية قصفت قرى في مقاطعة ترتر وكذلك قوام الدينلي في منطقة أغجابادي. وفي الساعة 6 مساءً صرحت أذربيجان أن هناك اشتباكات جارية بالقرب من مارتاكيرت وخوجاوند، أكدت أرمينيا ذلك ليلًا لكنها صرحت أن حدة الاشتباكات انخفضت بحلول ذلك الوقت.

## نوفمبر

### 1 نوفمبر
استمرت الاشتباكات خلال الليل، خاصة بالقرب من مارتاكيرت وآقدام وخوجاوند وقبادلي. وفي الصباح صرحت السلطات الأذربيجانية أن القوات الأرمينية في برد وشامبراك وغوريس كانت تطلق النار على المواقع الأذربيجانية الموجودة في مناطق توفوز وغاداباي وقوبادلي. بالمقابل ذكرت سلطات آرتساخ أن مارتاكيرت كانت تحت القصف، وصرح مراسل وكالة ريا نوفوستي أن ستيباناكيرت تعرضت للقصف. واستمر قصف المدينتين حتى المساء. بينما قصفت القوات الأرمينية بحسب أذربيجان قرى في منطقتي أغجابادي وترتر. وتعهد إلهام علييف بالقتال «حتى النهاية» إذا فشلت المحادثات.

### 2 نوفمبر
استمرت الاشتباكات الليلية، خاصة بالقرب من خوجاوند وآقدام وقبادلي. فأعلنت وزارة دفاع أرتساخ أن نائب قائد جيش الدفاع أرتور سركسيان قد قُتل في المعارك. وفي المساء صرح الرئيس إلهام علييف أن قواته سيطرت على عدة قرى في مناطق جبرائيل وزنجلان وقبادلي. ثم ذكرت وزارة الدفاع الأرمينية لاحقا أن اشتباكات عنيفة دارت بالقرب من خوجاوند وشوشا. وفي الليل صرحت وزارة الدفاع الأرمينية أن ديفيد بيك في سيونيك الأرمينية قذفت بالقنابل.

### 3 نوفمبر
استمرت الاشتباكات الليلية، وخاصة بالقرب من خوجاوند ومارتاكيرت وبالقرب من زنجلان وقوبادلي. وفي الصباح ذكرت وزارة الدفاع الأذربيجانية أن فضولي قد قصفت بصواريخ بي إم-30 سميرتش من أراضي أرمينيا؛ فنفت أرمينيا ذلك. وفي الليل صرحت السلطات الأرمنية أن اشتباكات وقعت في تغورد، بينما صرحت السلطات الأذربيجانية بأن حرب الدبابات وقعت بالقرب من خوجاوند.

### 4 نوفمبر
استمرت الاشتباكات الليلية، خاصة بالقرب من آقدام وخوجاوند وزنجلان وقوبادلي ولاتشين وشوشا. وبعدها أغلقت القوات الأرمينية طريق شوشا- لاتشين أمام المدنيين. وصرح الرئيس إلهام علييف أن قواته سيطرت على عدة قرى.

### 5 نوفمبر
استمرت الاشتباكات الليلية، وخاصة بالقرب من خوجاوند. وفي الصباح ذكرت السلطات الأرمينية أن خوجاوند ولاتشين وشوشا تعرضت لقصف مكثف. في المساء صرحت أذربيجان بأن القوات الأرمينية قصفت ترتر وسهل‌ آباد، وكذلك حاجيتورالي وعفتلي في منطقة آقدام.

### 6 نوفمبر
استمرت الاشتباكات الليلية، خاصة قرب شوشا. في الصباح ذكرت سلطات أرتساخ أن ستيباناكيرت تعرضت للقصف.

### 7 نوفمبر
صرح الرئيس علييف أن الجيش الأذربيجاني استولى على 16 قرية في مناطق فضولي وجبرائيل وقوبادلي وزنجلان وخوجالي وخوجاوند. صرحت وزارة الدفاع الأرمينية أن الاشتباكات العنيفة استمرت بالقرب من شوشا، حيث تم صد العديد من الهجمات الأذرية الليلية - ونحو منطقة مارتوني وبردزور.

### 8 نوفمبر
أعلن الرئيس الأذربيجاني رسميًا عند منتصف النهار أن قواته استولت على شوشا. وأقر بذلك كبار المسؤولين الأتراك في زيارتهم إلى باكو وكذلك رئيس تركيا الذي قدم التهاني.
وقد صرحت الحكومة الأرمنية أن المعركة بالقرب من شوشا مستمرة. ولكن في وقت متأخر من المساء صرحت وزارة الدفاع الأرمينية: «[...] يمكن تقييم الحالة العامة على أنها مواتية تمامًا. وقواتنا قادرة على منع محاولات الخصم لتحقيق النصر، لكن الاشتباكات لا تزال مستمرة. لقد مرت فعليا 3 إلى 4 أيام. واستمرت الاشتباكات في شوشا ليلا.» وافق المراقبون العسكريون والخبراء والصحفيون الروس على أن شوشا لم تسقط بعد. ولكن تبين لاحقا أنهم جميعًا مخطئون، فأعلنت القيادة الأرمينية بعد وقف إطلاق النار أن القوات الأذربيجانية استولت على شوشا بالكامل في 7 نوفمبر. أفاد المركز الأرمني الموحد للمعلومات عن قيام قواتهم بإسقاط طائرة مسيرة من طراز بيرقدار TB2 في الجنوب الشرقي.

### 9 نوفمبر
عند منتصف النهار صرح الرئيس الأذربيجاني أن قواته استولت على 23 قرية. ولكن وزارة الدفاع الأرمينية صرحت بأن القتال مستمر بالقرب من شوشا، وأنه تم صد محاولات الجيش الأذربيجاني للهجوم على خوجاوند ومارتاكيرت وتكافيرد. وأكد متحدث باسم أرتساخ أن القوات الأرمنية لم تعد تسيطر على شوشا. وأشار خبير عسكري روسي إلى أن القوات الأرمينية والسكان المحليين على ما يبدو قد هجروا البلدة دون أي مقاومة بعد اقتحام أذربيجان للمدينة في الصباح الباكر من يوم 8 نوفمبر لتجنب الحصار.
أصدرت وزارة الدفاع الأذربيجانية شريط فيديو يؤكد سيطرة قواتها على شوشا. وفي وقت متأخر من المساء صرح الرئيس علييف أنه تم الاستيلاء على 48 قرية أخرى ومستوطنة واحدة و8 تلال إستراتيجية في مناطق جبرائيل وقوبادلي وزنجلان وخوجالي وخوجاوند ولاتشين.
وفي المساء أفادت وزارة الدفاع الروسية أن مروحية روسية من طراز Mi-24 قد أُسقطت بصاروخ أرض-جو فوق أرمينيا بالقرب من قرية يراسك، بالقرب من الحدود مع جمهورية ناختشيفان الأذربيجانية المتمتعة بالحكم الذاتي، مما أسفر عن مقتل 2 من طاقمها وإصابة ثالث. وأقرت أذربيجان بذلك، وقالت إنه كان حادثًا وقدمت اعتذارًا.
في ساعات متأخرة من الليل كتب رئيس وزراء أرمينيا على صفحته على الفيس بوك أنه ورئيس روسيا وأذربيجان قد وقعا بيانًا بشأن إنهاء الحرب في مرتفعات قرة باغ في الساعة 01:00 (00:00 بتوقيت موسكو) من اليوم التالي. وأعقب بيان باشينيان توضيح بوتين بانه تم نشر قوات حفظ السلام الروسية على طول خط التماس. أثارت الأنباء عن اتفاق وقف إطلاق النار اضطرابات شعبية عنيفة في يريفان، وتوجه المتظاهرين إلى القصر الرئاسي للمطالبة بتسليم السلطة إلى الجيش الأرميني.

### 10 نوفمبر
في الصباح الباكر أعلنت وزارة الدفاع الروسية أنه تم إرسال حوالي 2000 جندي حفظ سلام روسي إلى مرتفعات قرة باغ. وفي غضون ذلك أفاد جيش دفاع آرتساخ أن القوات الأذربيجانية كانت تنفذ قصف مدفعي وصاروخي في جميع الاتجاهات الرئيسية للخطوط الأمامية، مستهدفة أيضًا المستوطنات المدنية.